# Clastotoechus
Clastotoechus is een geslacht van kreeftachtigen uit de klasse van de Malacostraca (hogere kreeftachtigen).

## Soorten
- Clastotoechus diffractus (Haig, 1957)
- Clastotoechus gorgonensis Werding & Haig, 1983
- Clastotoechus hickmani Harvey, 1999
- Clastotoechus lasios Harvey, 1999
- Clastotoechus nodosus (Streets, 1872)
- Clastotoechus vanderhorsti (Schmitt, 1924)